# Zuzana (САУ)
Zuzana 2 – самоходная артиллерийская установка, последующая модификация САУ «Dana» с пушкой калибром 155 мм.
Как и в предыдущих образцах, САУ Zuzana 2 также построена на колесном шасси TATRA 8×8. Машина оснащена 155-мм гаубицей с длиной ствола в 52 калибра и максимальной дальностью стрельбы 41 км. Масса самоходки 32 т, экипаж состоит из четырех человек. Автоматическая система зарядки позволяет производить 6 выстрелов в минуту или 16 выстрелов в 3 минуты.

## Варианты

### 155 mm ShKH Zuzana
Первая версия принята на вооружение Словацкой армии в 1998 году.
Шасси машины – модификация Tatra 815 колесной формулой 8×8, моторное отделение перенесено в корму машины. Машина способна разворачиваться по кругу радиусом 14м.
Во время стрельбы из пушки машина стабилизируется четырьмя гидравлическими опорами между второй и третьей осью.
Башня и кабина водителя легкобронированы, обеспечивают защиту от осколков и пуль калибра 7,62 мм. Пушка делит башню на две части с кондиционированием воздуха.
Основное вооружение – пушка калибра 155 мм и 45 калибров длиной (около 7000 мм) имеет углы подъема -3.5°…+ 70°, башня возвращается за азимутом -60°…+60°.
Максимальное расстояние до цели при использовании специальных снарядов ERFB-BB и номер 10 составляет более 39 км.
При автоматической перезарядке максимальный темп стрельбы в течение первой минуты – 6 выстрелов в минуту, затем 5 выстрелов в минуту.
При ручной зарядке темп стрельбы равен 2 выстрелам в минуту.
Автоматическая перезарядка дает возможность стрельбы «залпом» (MRSI — Multiple Rounds Simultaneous Impact), то есть изменение заряда, траектории и т.п., приводит к тому, что определенное количество снарядов может поразить цель почти одновременно.
Бортовой компьютер обеспечивает автоматическую привязку к местности. Машины могут обмениваться информацией между собой и получать данные из командного пункта.

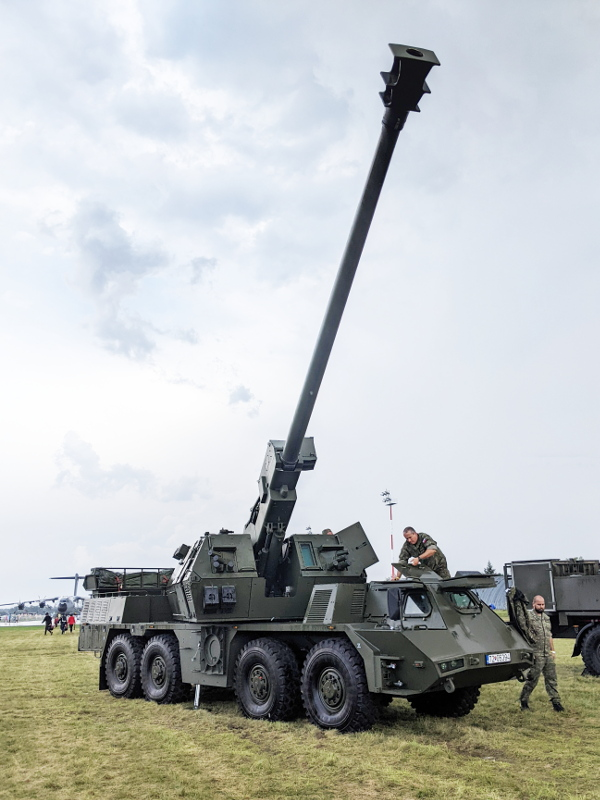
155 mm ShKH Zuzana 2

Дополнительную амуницию подвозит транспортно-заряжающая машина Zuzana MV.

### 155 mm ShKH Zuzana 2
Модернизация первой версии путем установки ствола 52 калибров длиной, оборот башни на 360°, новая бронированная кабина обслуживания, благодаря автоматизации процессов размер команды обслуживания уменьшен до 3 человек. Прошла испытание в декабре 2009 года. Первоначально было заказано 25 машин (планировались поставки в 2021 и 2022 годах)

### 155 mm ShKH Himalaya
Модификация создана по запросу зарубежного заказчика — башня из колесной машины была приспособлена к гусеничному шасси. Фактически башня от колесной Zuzana была установлена на шасси Т-72. Однако дальше испытаний дело не пошло.

## Тактико-технические характеристики
Основное вооружение:
- Калибр: 155 мм
- Длина ствола: 45 калибров (52 в модификации Zuzana 2)
- Боекомплект: 40 снарядов/40 зарядов
- Максимальное расстояние до цели: 39,6 км
- Минимальное расстояние до цели: 5,6 км
- Темп стрельбы:
  - В течение первой минуты: 6 выстрелов в минуту
  - Устойчивый: 5 выстрелов в минуту
- Зарядка: полностью автоматическая
- Поворот башни: ±60°(360° в модификации Zuzana 2)
- Угол подъема: +70°/-3,5°

Общие:
- Обслуживание: 4 (3 в модификации Zuzana 2)
- Шасси: Tatra 815 8×8
- Длина: 12,97 м
- Ширина: 3,015 м
- Высота: 3,300 м
- Масса: 28,450 кг
- Максимальная скорость по шоссе: более 80 км/ч
- Запас хода: 750 км

Преодолевает препятствия:
- Ров, ширина: 2 м
- Вертикальное препятствие, высота: 0,6 м
- Брод: 1,4 м

Дополнительное вооружение:
- Пулемет 7,62 или 12,7 мм для самообороны

## Операторы
- Кипр: 12 единиц в версии Zuzana 2000G на вооружении Национальной Гвардии Кипра по состоянию на 2024 год[4]. Были сначала приобретены Грецией в Словакии, а затем уже приобретены Кипром у Греции[5]
- Словакия: 16 единиц Zuzana и 11 единиц Zuzana-2 на вооружении по состоянию на 2024 год[6]
- Украина: 8 единиц Zuzana-2 по состоянию на 2024 год[7], получены в мае 2022 года от Словакии[8] + 16 единиц заказано(первые 2 из 16 получено[9] 1 августа 2023)[10]

### Словакия
В 1998 году словацкая армия приняла на вооружение 155-мм/45 САУ Zuzana, что является глубокой модернизацией «Даны» под стандарты НАТО. На вооружении Словакии находится 16 самоходок Zuzana.
Производством САУ занимается словацкое предприятие Konstrukta-Defence. Контракт на поставку 25 самоходных гаубиц ShKH Zuzana 2 был подписан 23 мая 2018 года, стоимость сделки составила 206 млн. долларов США. Поставки были рассчитаны на три года, с 2020 по 2022 год.
22 июля 2021 Вооруженные силы Словацкой Республики получили первые восемь САУ ShKH Zuzana 2.
К концу 2021 года еще 8 единиц гаубиц будут доставлены в вооруженные силы Словацкой Республики, остальные 9 САУ передадут в армию до конца следующего года.
Ожидается, что новые артустановки будут заменены в вооруженных силах Словакии САУ ShKH vz. 2000 г. Zuzana, находящиеся на вооружении артдивизиона 2-й механизированной бригады.
В конце ноября 2021 г. Вооруженные силы Словакии провели в Польше совместные учения с использованием новой самоходной артиллерийской установки «Zuzana-2». Объединенные учения проводились перед отправкой словацких военных в Латвию для усиления боевой группы батальона НАТО под руководством Канады, развернутой в Латвии (обучение совпало во времени с кризисом на границе между РБ и ЕС).

### Украина
8 апреля 2022 на фоне российско-украинской войны в средствах массовой информации появилась информация о переговорах между Украиной и Словакией о приобретении 16 САУ Zuzana из наличия. Указывалось, что для обучения украинского персонала может потребоваться не больше недели. А уже 10 апреля такие переговоры публично подтвердил словацкий министр обороны Ярослав Над.
По состоянию на середину мая 2022 года было известно, что Украина намерена приобрести две батареи (16 САУ) и продолжалось обучение украинских военных, несмотря на то, что контракт на их приобретение еще не был заключен и продолжались переговоры.
30 мая 2022 года Министр обороны Словакии сообщил о передаче 8 САУ Zuzana 2 Украине. К этому времени продолжалось обучение военных и вооружение должно было быть отправлено в Украину.

## См.также
- AMX-13 F3 AM
- ATMOS 2000
- M109A7 «Paladin»
- ARCHER
- CAESAR
- Богдана
- PzH 2000
- AHS Krab
- 152-mm vz.77 «Dana»
- 2С27 «Риф»
- 2С19 «Мста-С»
- «Коалиция-СВ»